# Daryl Smith
Pour les articles homonymes, voir Smith.
(en) Statistiques sur pro-football-reference
Daryl Lamont Smith, né le 14 mars 1982 à Albany, est un joueur américain de football américain.
Il est linebacker pour les Ravens de Baltimore en National Football League (NFL), après avoir joué pour les Jaguars de Jacksonville (2004–2012).